# Еспла
Еспла (фр. Esplas) насеље је и општина у јужној Француској у региону Миди Пирене, у департману Арјеж која припада префектури Памје.
По подацима из 2011. године у општини је живело 97 становника, а густина насељености је износила 12,7 становника/km². Општина се простире на површини од 7,64 km². Налази се на средњој надморској висини од 350 метара (максималној 370 m, а минималној 259 m).

## Демографија
| 1962. | 1968. | 1975. | 1982. | 1990. | 1999. | 2011. |
| ----- | ----- | ----- | ----- | ----- | ----- | ----- |
| 79    | 96    | 94    | 104   | 72    | 93    | 97    |

График промене броја становника у току последњих година